# Mykerinos (jeu)
Mykerinos est un jeu de société, créé par Nicolas Oury en 2006 et édité en France par Ystari Games. C'est un jeu pour 2 à 4 joueurs, dont la durée approximative est de 45 minutes par partie. Son nom est une référence au roi égyptien Mykérinos.

## But du jeu
Les joueurs incarnent des archéologues en 1899 qui, pour le compte d'un mécène, fouillent l'Égypte en quête d'artefact à ramener au musée. En fin de partie, le joueur ayant récupéré le plus d'artefact gagne.

## Règles
Le plateau est composé de plusieurs zones, appartenant à l'un des mécènes. Une partie se déroule en quatre saisons, divisées en trois phases. Premièrement, le joueur choisit la région à fouiller (à l'aide d'une réserve limitée de cubes); deuxièmement, le joueur peut soit placer une nouvelle fouille, soit étendre une de ses fouilles, soit passer, soit faire appel à un mécène (grâce aux actions qu'ils permettent); enfin, les joueurs revendiquent les parcelles de fouille ou peuvent réserver une salle du musée. Puis une nouvelle saison commence. Après les quatre saisons, les joueurs comptent leurs points en fonction de la place occupée au musée et des cartes en leur possession,.

## Accueil
Après sa sortie, Mykerinos a été nommé pour le Tric Trac d'or en 2006, pour l'International Gamers Awards 2006 et pour les Geeks d'or 2006 et 2007.
Le jeu a reçu une extension en 2007, intitulée « Mykerinos : Le Nil ».